# プスコフ
プスコフ（プスコーフ、ロシア語: Псков、ラテン文字転写の例: Pskov、エストニア語・フィンランド語: Pihkva、 ドイツ語: Pleskau、 ポーランド語: Psków）は、ロシアの都市。人口は19万3082人（2021年）で、プスコフ州の州都である。
ロシア正教の中心地のひとつにしてロシア有数の古都。ヴェリーカヤ川およびその支流プスコフ川に沿って大聖堂やクレムリンなどの歴史的建築が建っている。エストニアとロシアとの国境からは東へ20kmしか離れておらず、中世には国境防衛と国境貿易でロシア有数の大都市として繁栄を謳歌した。

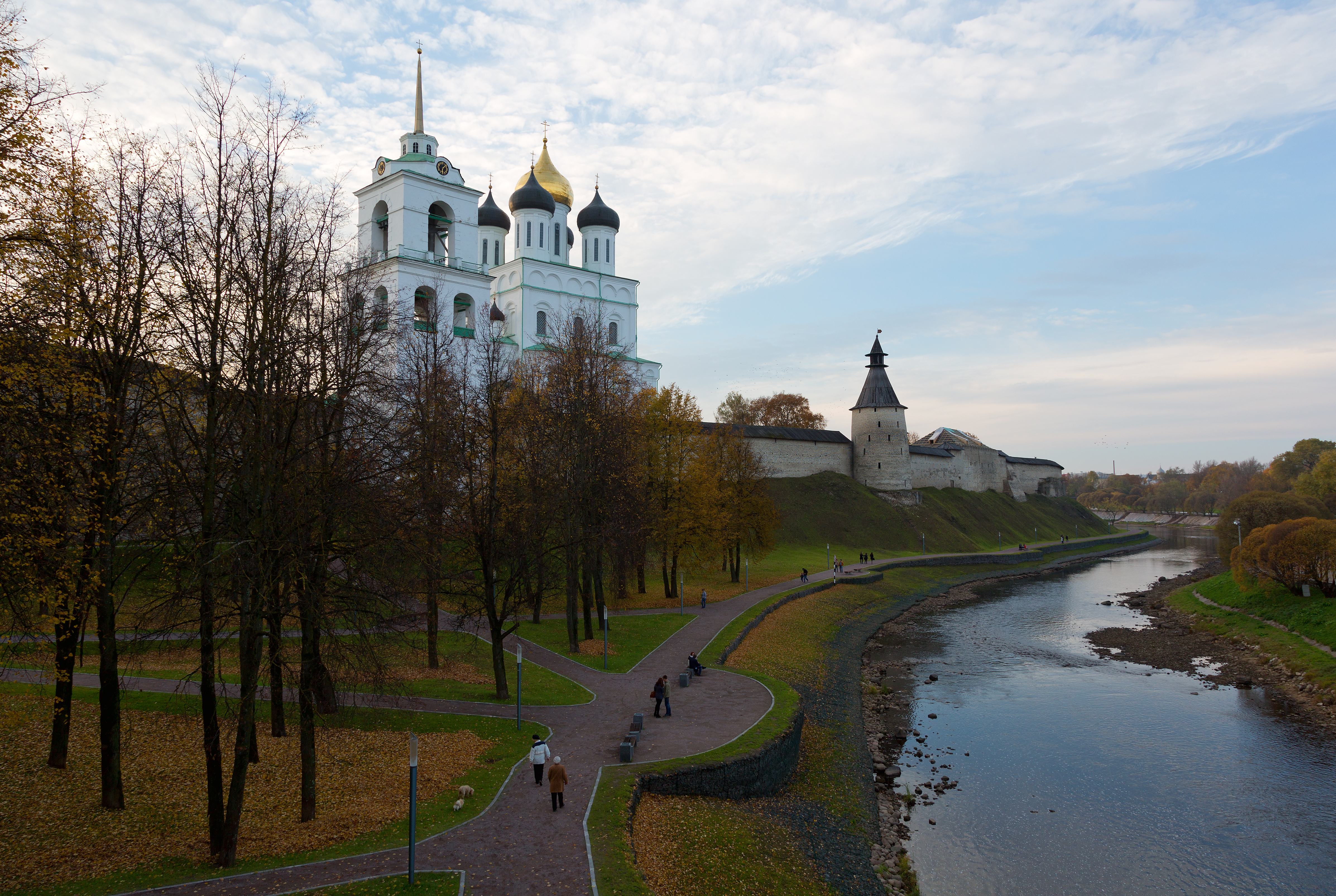
プスコフのクレムリン。城内の白い建物は至聖三者大聖堂

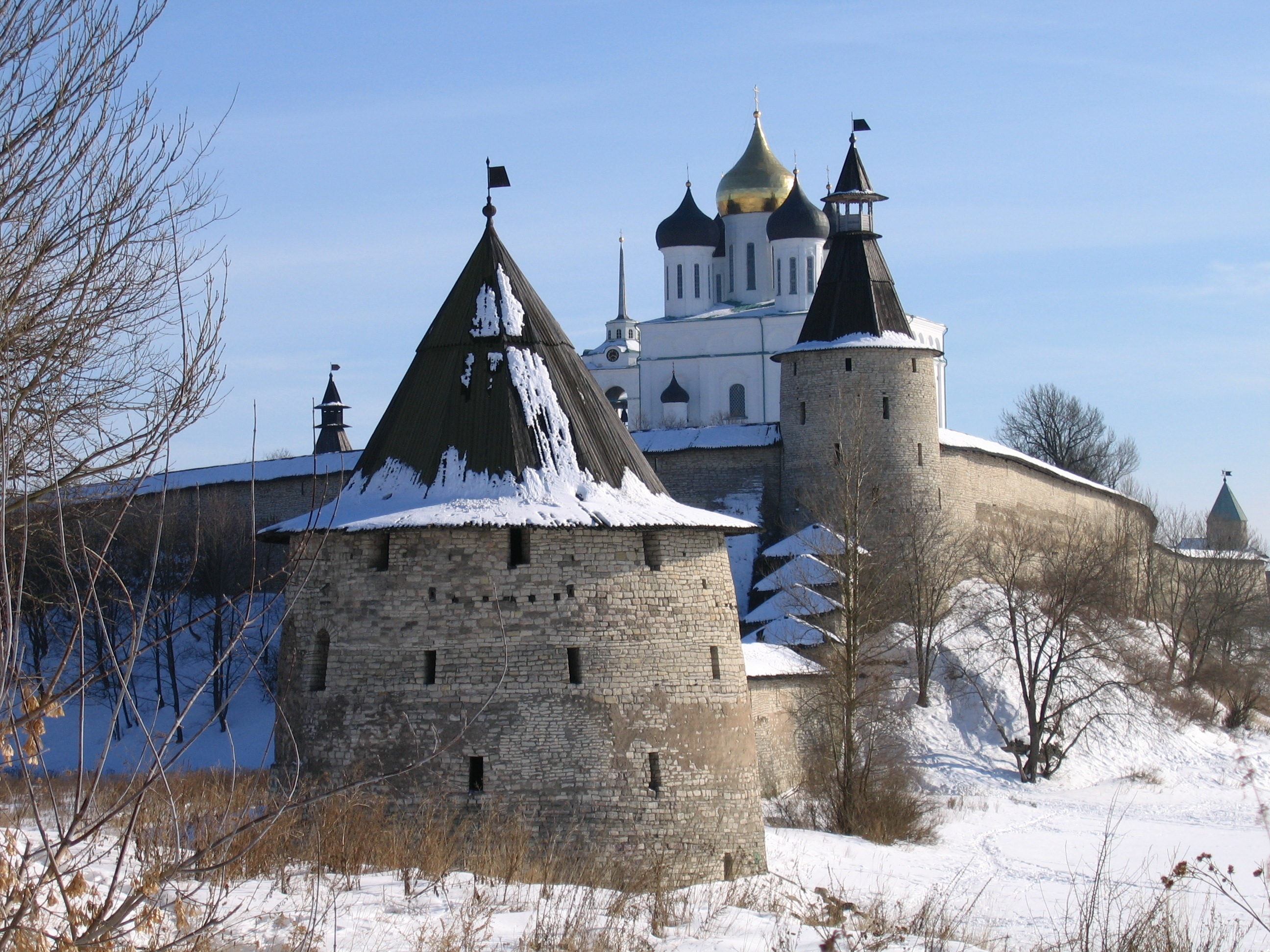
冬のプスコフクレムリン

## 自然

### 気候
| プスコフの気候         | プスコフの気候 | プスコフの気候 | プスコフの気候 | プスコフの気候 | プスコフの気候 | プスコフの気候 | プスコフの気候 | プスコフの気候 | プスコフの気候 | プスコフの気候 | プスコフの気候 | プスコフの気候 | プスコフの気候 |
| 月                     | 1月            | 2月            | 3月            | 4月            | 5月            | 6月            | 7月            | 8月            | 9月            | 10月           | 11月           | 12月           | 年             |
| ---------------------- | -------------- | -------------- | -------------- | -------------- | -------------- | -------------- | -------------- | -------------- | -------------- | -------------- | -------------- | -------------- | -------------- |
| 最高気温記録 °C （°F） | 11.0 (51.8)    | 11.3 (52.3)    | 18.5 (65.3)    | 27.6 (81.7)    | 32.0 (89.6)    | 33.6 (92.5)    | 35.0 (95)      | 34.6 (94.3)    | 30.3 (86.5)    | 22.6 (72.7)    | 14.1 (57.4)    | 12.4 (54.3)    | 35.0 (95)      |
| 平均最高気温 °C （°F） | −3.0 (26.6)    | −2.3 (27.9)    | 2.9 (37.2)     | 11.3 (52.3)    | 18.0 (64.4)    | 21.3 (70.3)    | 23.6 (74.5)    | 21.8 (71.2)    | 16.0 (60.8)    | 9.2 (48.6)     | 2.5 (36.5)     | −1.0 (30.2)    | 10.0 (50)      |
| 日平均気温 °C （°F）   | −5.6 (21.9)    | −5.5 (22.1)    | −1.0 (30.2)    | 6.3 (43.3)     | 12.3 (54.1)    | 16.0 (60.8)    | 18.3 (64.9)    | 16.7 (62.1)    | 11.6 (52.9)    | 6.0 (42.8)     | 0.3 (32.5)     | −3.4 (25.9)    | 6.0 (42.8)     |
| 平均最低気温 °C （°F） | −8.3 (17.1)    | −8.8 (16.2)    | −4.9 (23.2)    | 1.3 (34.3)     | 6.5 (43.7)     | 10.6 (51.1)    | 13.0 (55.4)    | 11.6 (52.9)    | 7.2 (45)       | 2.7 (36.9)     | −1.9 (28.6)    | −5.8 (21.6)    | 1.9 (35.4)     |
| 最低気温記録 °C （°F） | −34.9 (−30.8)  | −35.3 (−31.5)  | −29.0 (−20.2)  | −14.7 (5.5)    | −4.5 (23.9)    | 0.4 (32.7)     | 3.1 (37.6)     | 1.4 (34.5)     | −3.6 (25.5)    | −12.5 (9.5)    | −23.0 (−9.4)   | −28.2 (−18.8)  | −35.3 (−31.5)  |
| 降水量 mm （inch）     | 48.0 (1.89)    | 35.2 (1.386)   | 35.4 (1.394)   | 34.7 (1.366)   | 54.8 (2.157)   | 87.1 (3.429)   | 75.6 (2.976)   | 90.6 (3.567)   | 65.6 (2.583)   | 62.1 (2.445)   | 53.4 (2.102)   | 47.0 (1.85)    | 689.5 (27.146) |
| 出典：気象 プスコフ    |                |                |                |                |                |                |                |                |                |                |                |                |                |

## 歴史

### 古代のプスコフ
古代にはプレスコフ（Пльсковъ）と称した。この都市は、903年にイーゴリ1世がオリガと結婚した際に言及されている。プスコフの町はこれ以前から存在したと考えられるが、プスコフ市民はこの年を市の創設の年としており、2003年には1,100年祭が開催されている。
最初のプスコフ公はウラジーミル1世が各地に配した息子の一人スディスラフである。兄弟であるヤロスラフ1世によって幽閉されたスディスラフは、ヤロスラフの死後まで解放されなかった。12世紀と13世紀にはノヴゴロド公国（ノヴゴロド共和国）と政治的に一体化している。1241年暮れにはドイツ騎士団に征服されたが、アレクサンドル・ネフスキーはチュド湖上の戦いで騎士団を破り、翌年の初めに解放された。ドイツ騎士団からの独立を確かなものにするため、1266年にプスコフ市民はキリスト教に改宗したリトアニア人の公ダウマンタス（Daumantas、ロシア語ではドヴモント Dovmont の名で知られる）を軍および公国の指導者として選出した。ダウマンタスは街の要塞化を進め、1268年のラコヴォルの戦い（Battle of Rakovor）でドイツ騎士団を破りエストニアにまで進出した。ドヴモントの剣と遺体は現在もプスコフのクレムリン（城塞）内にある至聖三者大聖堂にあり、クレムリンの内部は「ドヴモントの街」と呼ばれている。

### プスコフ共和国

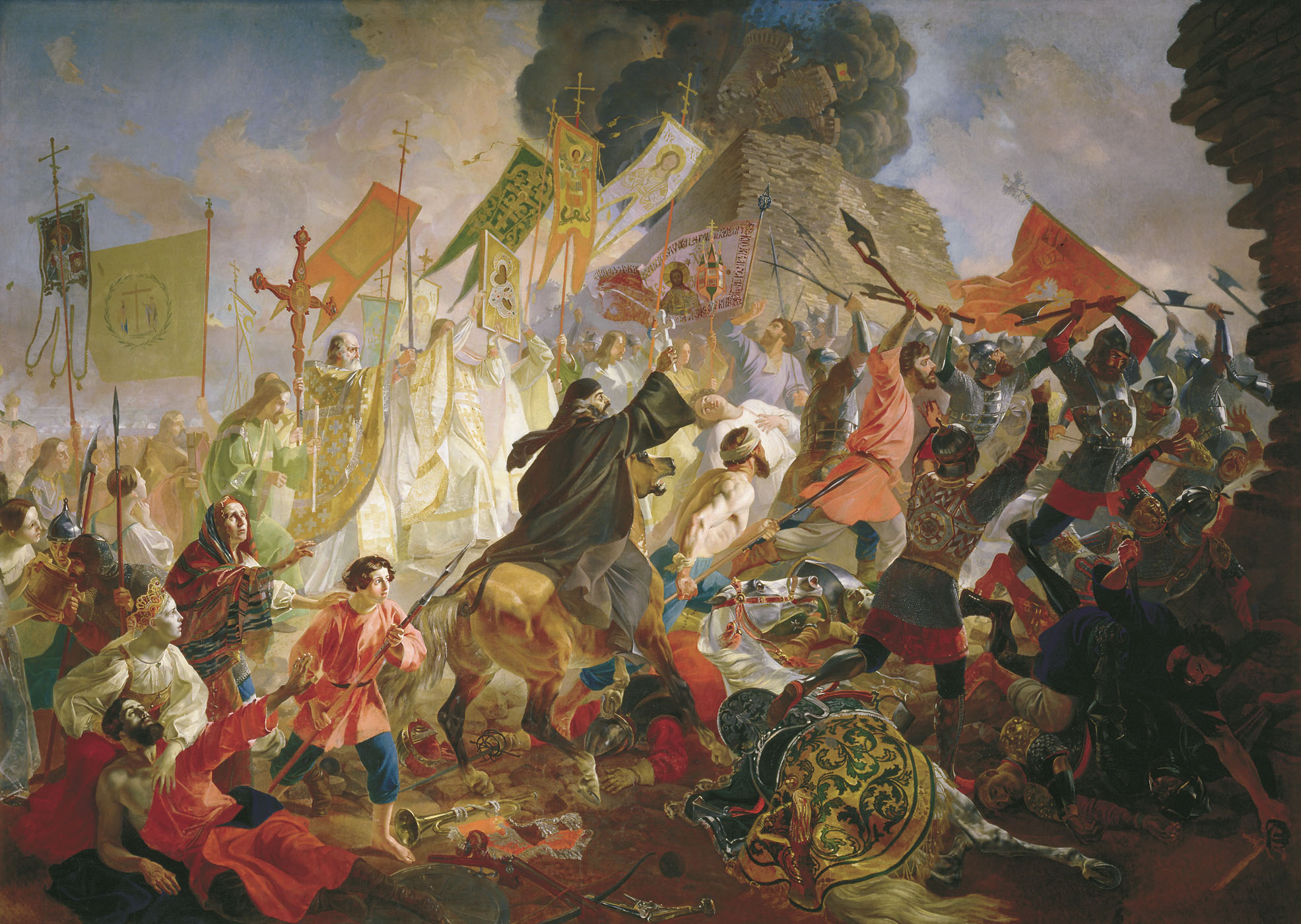
リヴォニア戦争でのプスコフ攻囲戦。ポーランド軍が城壁を崩し突入しているが、プスコフは陥落しなかった

14世紀までの間、プスコフの街は事実上の共和国であるプスコフ公国の首都として栄えた。共和国はヴェチェ（вече）という民衆による集会により運営されたが、中で最も強大な勢力はプスコフをハンザ同盟に加盟させた商人階層であった。プスコフの独立はノヴゴロド公国により1348年に承認された。またこの数年後にプスコフのヴェチェが発布した法典（プスコフ憲章と呼ばれる）は、1497年に作られた全ロシアの法典の原型の一つとなった。
ロシアにとりプスコフはヨーロッパへの架け橋であり、ヨーロッパにとってプスコフはロシアの最西端の前哨で攻撃対象でもあった。プスコフのクレムリンは15世紀だけでも26回も包囲されているがこれらすべてを撃退している。クレムリンは石を積んだ城壁で5重に囲まれており難攻不落であった。プスコフでは美しいイコンが多数作られ、イコン制作を教える学校が栄えた。また、プスコフの石工はロシアでも最高とされた。この時期のロシア特有の建築様式の多くはプスコフでまず導入された。
1510年、プスコフはついにモスクワ大公国の大軍の前に陥落した。貴族たちのモスクワへの連行は、ニコライ・リムスキー＝コルサコフの1872年のオペラ『プスコフの娘』の題材となっている。モスクワ大公国の第2の都市であったプスコフは西からの攻撃を受け続けた。特にリヴォニア戦争（1581年から1582年）の最後にはプスコフはポーランド王国の軍勢5万人に包囲されたが持ちこたえている。ポーランド王ステファン・バートリはプスコフへの攻撃を31回も指揮したが防衛する市民に撃退された。市の城壁の一つが崩れた時も、プスコフ市民は素早く崩れた部分を修理して攻撃をしのいだ。大動乱期の1615年にはスウェーデン軍に包囲されたがこれにも持ちこたえた。

### 近代のプスコフ

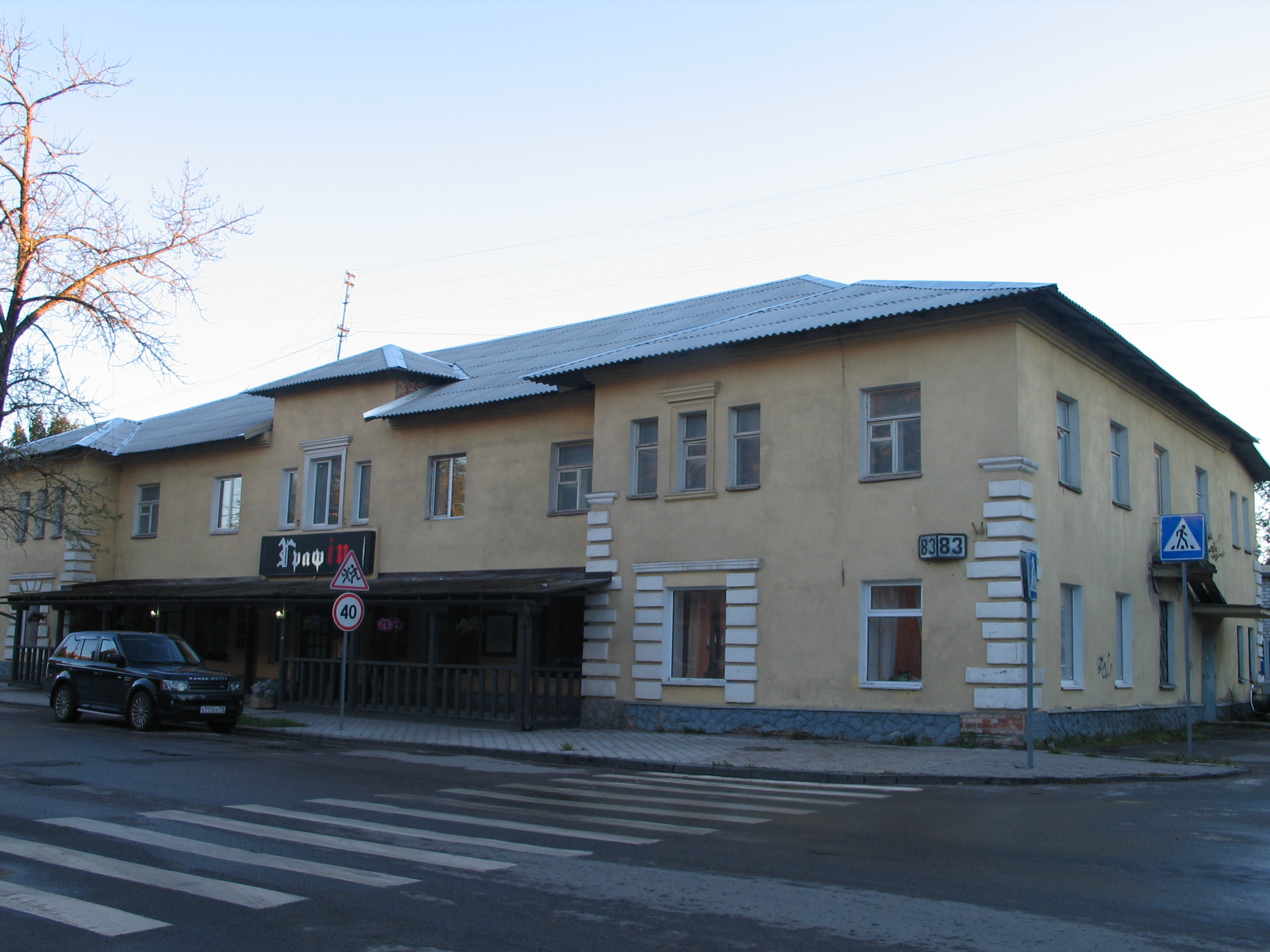
ソヴィエツカヤ通りのレストラン

ロシア帝国を築いたピョートル1世は18世紀初頭にバルト海に面した新首都サンクトペテルブルクを築き、さらにエストニアとラトビアを征服したが、このことは、国境の要塞でありヨーロッパとの交易の最前線でもあるというプスコフの伝統的な役割を失わせた。結果、プスコフのロシアにおける重要性も、豊かだった都市生活も急激に衰えた。1777年にはプスコフが保持していた独自の政府も吸収された。
第一次世界大戦の間、プスコフは東部戦線の後方に位置する兵站や指揮などの中心となった。1917年3月、首都を離れ前線で指揮をとっていたロシア帝国最後の皇帝ニコライ2世は、二月革命の結果プスコフで退位させられている。ドイツとボリシェビキ政府の間でブレスト＝リトフスク和平交渉（1917年12月22日 - 1918年3月3日）が行われていた間、ドイツ帝国軍はプスコフ周辺にまで侵入した。また1918年から1920年まで行われたエストニア独立戦争では、プスコフは1919年2月から7月までエストニア軍に占領された。
こうした近代戦争に対し、中世の難攻不落の城壁は大した守りにならなかった。第二次世界大戦ではドイツ軍により1941年7月9日から1944年7月23日まで占領されている。プスコフの歴史的建築物の多く、特に教会は、ドイツの陸軍部隊の侵攻を前にドイツ軍機による爆撃で破壊された。またプスコフの住民も相当数が死亡した。建物のうち94％が全壊、占領期間中に軍民合わせて29万人が死亡した。戦後は再建が進み、ロシア西方の産業・文化の拠点の地位を取り戻している。またソビエト連邦時代に閉鎖されていた聖堂や修道院も、ペレストロイカ後は修復や再開が行われている。

### 21世紀のプスコフ
2023年8月29日から30日にかけて、郊外のロシア空挺軍基地（第76親衛空挺師団）がドローン攻撃に遭い、空軍の輸送機2機以上が損傷した。ウクライナ国防省は、攻撃した事実を発表したが、攻撃を仕掛けたのがウクライナ人かロシア人かについては明らかにしなかった。

## プスコフの歴史資産

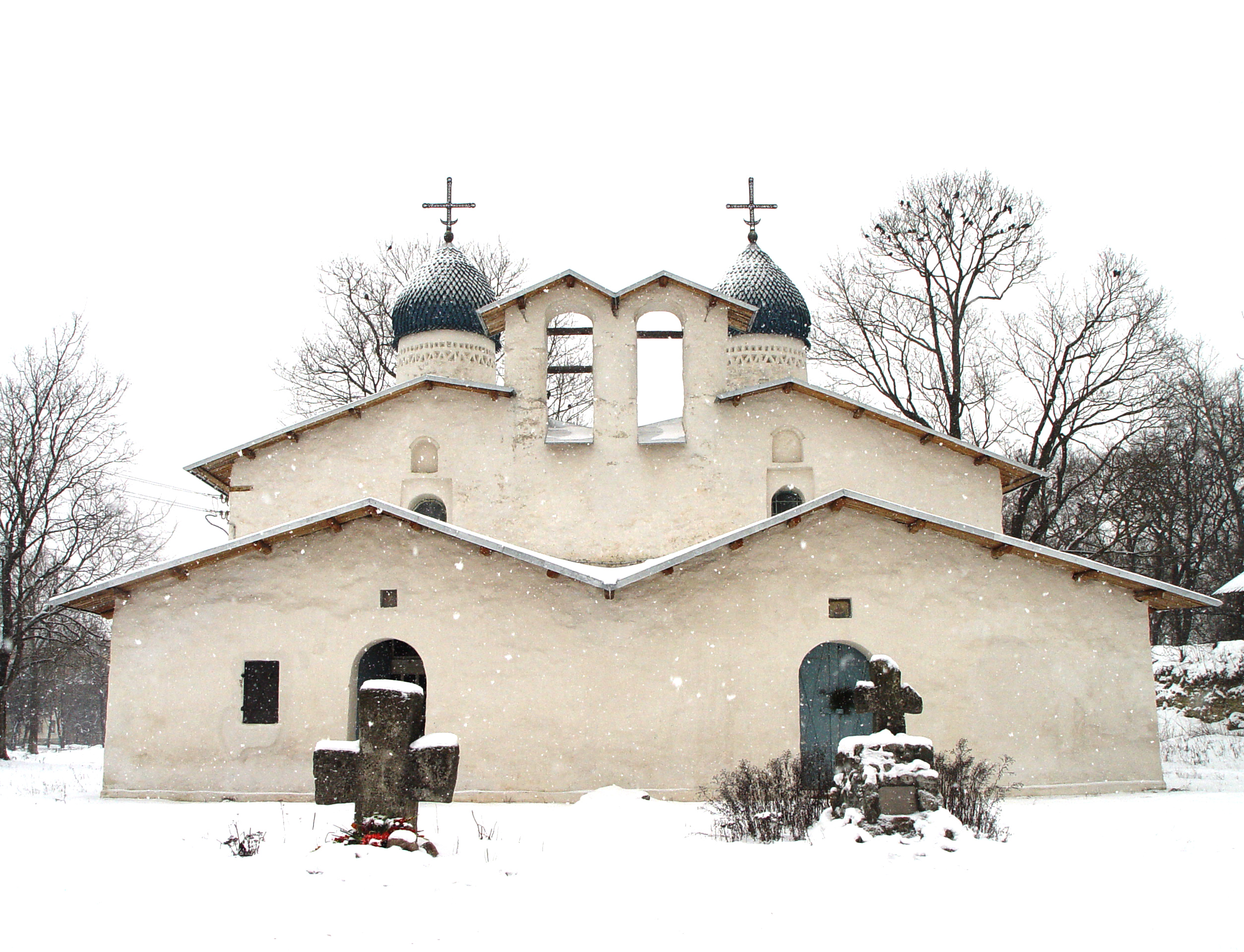
至聖生神女庇護大聖堂

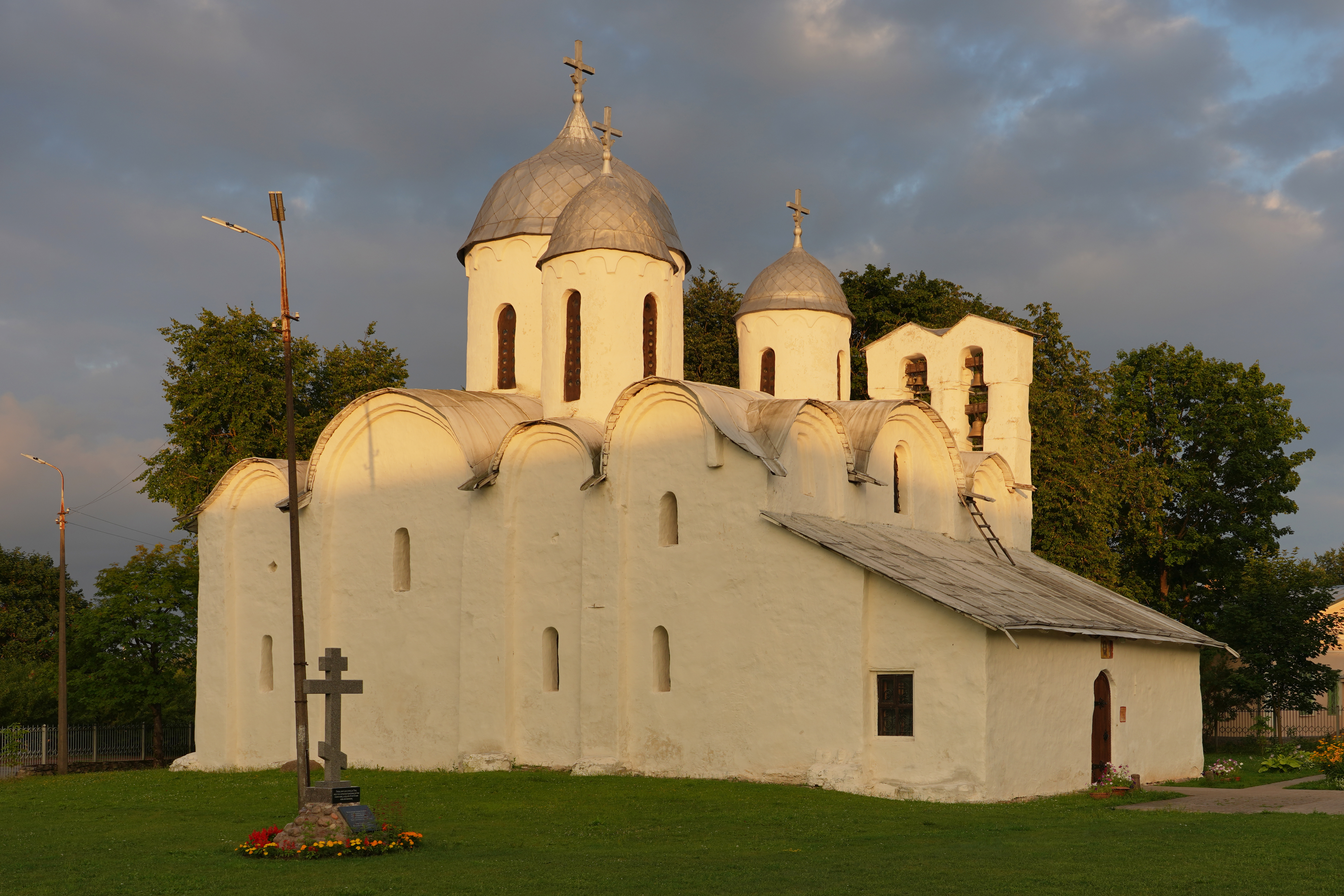
前駆授洗イオアン聖堂

プスコフには13世紀以来建設された中世の城壁の多くが今も保存されており、城壁に囲まれたクレムリン（クロムと略称される）は特に印象的な街のランドマークになっている。城壁の中には高さ78m（256フィート）の至聖三者大聖堂がそびえている。1138年に創建された大聖堂は1690年代に再建されて現在に至っており、大聖堂内には聖公フセフォロド（ - 1138年）とドヴモント（ダウマンタス、 - 1299年）の墓がある。その他の教会建築にはミロジスキー修道院（1152年完成）、聖イワン聖堂（1243年）、スネトゴルスキー修道院（1310年完成、1313年に塗装）などがあり、中世にはロシアの宗教と文学と美術の中心であった。
プスコフは小さくずんぐりした絵になる教会堂が多いが、その多くは15世紀や16世紀に遡る。また17世紀の商人たちの大邸宅も多く残る。
近郊には9世紀にリューリクの兄弟が拠点を構えた場所であり中世ロシアの堅固な要塞でもあったイズボルスクがある。ペチョリにあるプスコヴォ・ペチェルスキー修道院は、絶えず続いている修道院としてはロシア最古で全国からの巡礼を集める。またミハイロフスコエの村はアレクサンドル・プーシキンが代表作の多くを書いた場所であり、近くの修道院に埋葬されている。ロシアの精神的故郷とも言うべきこれらの地域の観光インフラはまだ整っておらず、プスコフおよびその周辺への観光業への投資が望まれている。

## 姉妹都市
- パーダーボルン、ドイツ
- アルル、フランス
- ゲーラ、ドイツ
- クオピオ、フィンランド
- ノイス、ドイツ
- ナイメーヘン、オランダ
- タルトゥ、エストニア
- パース、　スコットランド
- ロアノーク, アメリカ合衆国